# Hades (Disney)
 For alternative betydninger, se Hades (flertydig). (Se også artikler, som begynder med Hades)
Hades er skurken i Disney-tegnefilmen Herkules fra 1997. Han er baseret på den græske gud Hades. I modsætning til den mytologiske Hades, som for det meste er en relativt passiv (dog koldhjertet) gud, som udfører modbydeligt arbejde, er Hades i "Herkules" en mundrap ond gud, som minder meget om det moderne kristne syn på Djævlen. 
I filmen er Hades' originale stemme indtalt af skuespiller James Woods og dubbet til dansk af skuespiller Henning Jensen. Figurens mannerisme blev til, da James Woods inden filmen blev lavet, endte med at anvende en "bilforhandler-agtig" stil som stemme. Hades hår er en blå flamme, og hver gang han bliver rasende eller irriteret, så blusser den op og bliver rød.
Hades medvirkede atter i Disneys' tv-serie Herkules fra 1998, Disney's Interactive Hercules Action spil til PlayStation og igen på PlayStation 2 i spil-serien Kingdom Hearts lavet af det japanske spil kompagni Square Enix.

## Herkules
I den animerede Disney-spillefilm fra 1997, forsøger Hades at styrte sin storebror Zeus og regere Olympen selv. Ved at besøge Skæbnegudinderne, erfarer han, at hans mål vil lykkedes, men at der dog er en hage. Hvis Zeus' nyfødte søn, hans nevø; Herkules kæmper, så fejler han.
Hades sender derfor sine to dæmoner Pine og Plage (eng. Pain and Panic) ud for at kidnappe baby-Herkules og give ham en eliksir, som vil neutralisere hans styrke, frarøve hans guddommelighed og dermed gøre ham dødelig, og på sigt slå ham ihjel. Herkules skal drikke hele eliksiren før denne tager effekt, men da et menneske-par; landmanden Amfitrion og hans kone Alkmene dukker op, taber djævlene flasken så den går i stykker, før barnet når at indtage den allersidste dråbe. Derfor blev Herkules til en halvgud, og herefter vokser han op på jorden med umådelig styrke. Hades er dog slet ikke klar over at Pine og Plage's mission delvist fejlede, og tror derfor at Herkules ikke længere er en trussel mod hans planer.
Senere hen sælger en ung kvinde ved navn Megara sin sjæl til Hades, så hun kan redde sin kærestes liv. Men så snart Megara har indgået denne aftale med Hades, stikker hendes kæreste af med en anden pige. Men eftersom Megara's sjæl stadig tilhører Hades, står hun for skud og skal derfor klare alt Hades' beskidte arbejde; deriblandt at overtale Flodens Vogter (kentaur) til at slutte sig til Hades og spille femme fatale overfor Herkules.
Hades finder da ud af at Herkules stadig er i live og er rasende over hans spirende succes som nyuddannet helt, han begynder straks at sende alverdens uhyrer og katastrofer efter Herkules, bl.a. en minotaur og en kæmpe, mangehovedet hydra. Indtil videre har alle Hades' udfordringer slået fejl, men han finder snart ud af at Megara er heltens eneste svaghed og bruger hende som lokkemad overfor Herkules, så også han vil indgå en aftale med Hades. Denne aftale går på, at Herkules må opgive sin styrke i 24 timer, så Hades uforstyrret kan tage ud og løslade de mægtige titaner, som Zeus for længst indespærrede i Jordens indre.
Hades rejser til Olympen med titanerne og får kortvarigt fuldført sin plan og taget alle guderne til fange, samt indespærret Zeus, men han bliver hurtigt besejret da Herkules dukker op og destruerer titanerne og befrier guderne igen.